# 送られるもの (クルアーン)
『送られるもの』とは、クルアーンにおける第77番目の章（スーラ）。50の節（アーヤ）から成る。マッカ啓示に分類される。

## 内容
冒頭の「次々に送られる風において。」に因んでこの題名が付けられている。
審判の日の賞罰について述べられる。